# Netrakona (distrikt)
Netrakona (engelska: Netrakona District) är ett distrikt i Bangladesh.   Det ligger i provinsen Dhaka, i den nordöstra delen av landet, 140 km norr om huvudstaden Dhaka. Antalet invånare är 2 229 642.
Trakten runt Netrakona består till största delen av jordbruksmark. Runt Netrakona är det tätbefolkat, med 790 invånare per kvadratkilometer.